# Turkse presidentsverkiezingen 2007
De Turkse presidentsverkiezingen van 2007 verwijst naar twee pogingen om de 11e president van het land te kiezen en daarmee de opvolger van Ahmet Necdet Sezer. De eerste poging bestond uit twee stemrondes, op 27 april en 6 mei, waarbij het de regerende Partij voor Rechtvaardigheid en Ontwikkeling (AK-partij) niet lukte om haar kandidaat, minister van Buitenlandse Zaken Abdullah Gül, president te maken. In de tweede poging op augustus 2007 werd Abdullah Gül gekozen tot president.

## Stemprocedure
De presidentsverkiezingen wordt gehouden onder parlementsleden in het parlement. Een kandidaat moet een tweederdemeerderheid (367 stemmen) krijgen om gekozen te worden in de eerste twee rondes. Als er geen duidelijke winnaar is voor de derde ronde, dan heeft een presidentskandidaat een gewone meerderheid (276 stemmen) nodig om gekozen te worden. Als er nog steeds geen president gekozen is, dan wordt er gestemd op de twee kandidaten met de meeste stemmen.

## Resultaat
De eerste stemmingsronde op 27 april 2007 werd door het Turks constitutioneel hof ongeldig verklaard, nadat het quorum van parlementsleden van 367 parlementsleden (dat gelijk is aan 66,7%) niet werd behaald vanwege een boycot van de oppositie. Een gevolg hiervan was dat er vervroegde parlementsverkiezingen werden uitgeschreven. Oppositiepartij CHP boycotte ook de nieuwe presidentsverkiezingen, ondanks dat zij zetels had verloren. De nieuwe oppositiepartijen MHP en DSP deden wel aan de presidentsverkiezingen mee. Hierdoor kon de AK-partij haar kandidaat als president kiezen. Gül werd de nieuwe president met de steun van 339 parlementsleden.

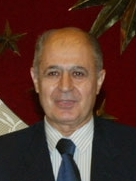
Ahmet Sezer, 10e president van Turkije
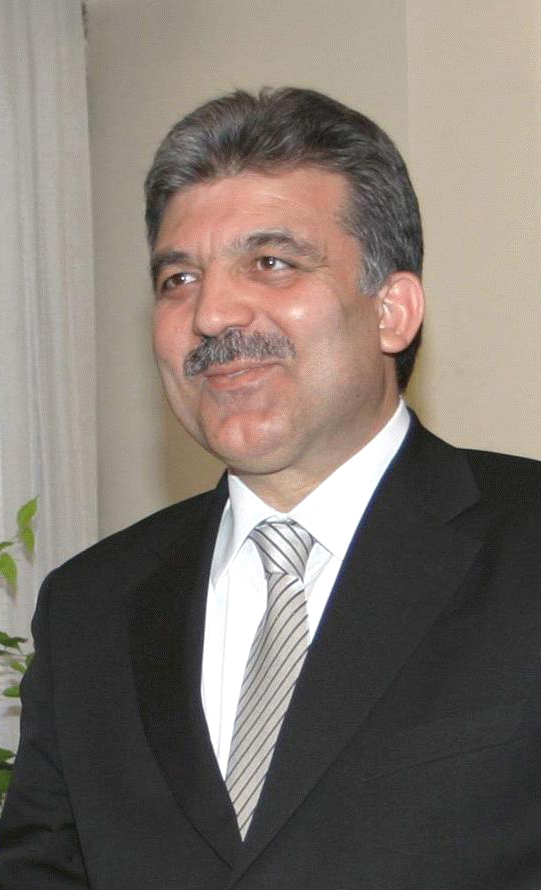
De opvolger, Abdullah Gül

Parlement: 1946 · 1950 · 1954 · 1957 · 1961 · 1965 · 1969 · 1973 · 1977 · 1983 · 1987 · 1991 · 1995 · 1999 · 2002 · 2007 · 2011 · 2015 (jun) · 2015 (nov) · 2018 · 2023

President: 1923 · 1927 · 1931 · 1935 · 1938 · 1939 · 1943 · 1946 · 1950 · 1954 · 1957 · 1961 · 1966 · 1973 · 1982 · 1989 · 1993 · 2000 · 2007 · 2014 · 2018 · 2023

Lokaal: 1930 · 1946 · 1950 · 1955 · 1963 · 1968 · 1973 · 1977 · 1984 · 1989 · 1994 · 1999 · 2004 · 2009 · 2014 · 2019 · 2024

Referendum: 1961 · 1982 · 1987 · 1988 · 2007 · 2010 · 2017